# قرية المنقاعة (ذي السفال)

تعديل مصدري - تعديل

قرية المنقاعة هي إحدى قرى عزلة حبير بمديرية ذي السفال التابعة لمحافظة إب، بلغ تعداد سكانها 385 نسمة حسب تعداد اليمن لعام 2004.